# Na smrt bolan kralj
Na smrt bolan kralj je slovenska ljudska pravljica, prvič izdana leta 1959 v knjigi Slovenske narodne pravljice. Najdemo jo tudi pod naslovi Kralj na smrt bolan (Slovenske ljudske pripovedi), Srajica srečnega človeka (Latvijske pripovedi), O srajici srečnega človeka (Pravljice).

## Vsebina pravljice
Nekdaj je bil kralj neke dežele na smrt bolan. Nobeno zdravilo ni pomagalo in zdravniki so že popolnoma obupali. Toda oglasili so se modri ljudje in so svetovali: »Dobiti je treba človeka, ki mu na svetu prav nič ne manjka. Kralju naj oblečejo srajico tistega človeka in takoj bo zdrav«.

Hitro so poslali na vse vetrove kraljeve poslance iskat takega človeka, ki mu na svetu prav nič ne manjka. Hodili so po vseh deželah, dolinah in planinah, a niso našli človeka, ki bi bil popolnoma zadovoljen: temu je manjkalo to, drugemu zopet ono, torej vsakemu nekaj do popolne sreče. 

Končno so v deveti deželi naleteli v neki krčmi na veseljaka, ki je popival in popeval in bil dobre volje. Povprašali so ga, kako da je tako dobre volje? On pa je zavriskal, udaril po mizi s pestjo in dejal: »Kako bi ne bil dobre volje, ko mi na tem božjem svetu nič ne manjka?« 

Kraljevi poslanci so bili tega srečnega človeka veseli in so mu rekli: »Pojdi z nami pred kralja, bogat boš!« 
Veseljak pa jim odgovori: » Kaj bogat, zakaj bogat, jaz sem že dovoj bogat; ne grem!« 

Veliko truda so imeli, da so ga končno le spravili v voz in odpeljali pred kralja, ki je bil že v zadnjih vzdihljajih.

"Hitro sleci srajico!« so vsi silili vanj. - On pa jih je kar debelo gledal in migal z glavo. - »Srajico dol, srajico s sebe, slecite srajico!« so vpili vsi vprek.

Kako so vsi ostrmeli, ko se je izkazalo, da veseljak ni imel - srajice. Kralj je moral žalostno umreti. Ni ga človeka, ki bi mu na svetu ničesar ne manjkalo."

## Značilnosti ljudskih pravljic v povezavi z obravnavanim besedilom
- Anonimnost : avtor izvirne pravljice ni znan (znan je le avtor prvega zapisa)
- Ustno izročilo : pravljica se je prenašala iz roda v rod s pripovedovanjem
- Neznan čas in kraj nastanka: skozi stoletja so jo oblikovale družbene razmere, spreminjala se se od kraja do kraja, se krčila, razširjala in oblikovala.

## Analiza
- Književni čas in kraj dogajanja: nekdaj, neke dežele (neznano)
- Književne osebe : kralj, srečni človek, kraljevi poslanci, modri možje
- Pravljična števila: »v deveti deželi"
- Nauk za zaključek : »Ni ga človeka, ki bi mu na svetu ničesar ne manjkalo."
- Pripovedovalec: vsevedni, tretjeosebni
- Motivi: bolezen - zdravje, bogastvo - revščina, sreča - nesreča, življenje - smrt
- Ljudska števila: »v deveti deželi"